# Calum Jarvis
Calum Jarvis (Ystrad Rhondda, 12 maggio 1992) è un ex nuotatore britannico.

## Carriera
Specializzato nello stile libero, ha vinto il titolo mondiale nella staffetta 4x200m stile libero ai campionati di Kazan 2015.

## Palmarès
- Giochi olimpici

Tokyo 2020: oro nella 4x200m sl.
- Mondiali

Kazan 2015: oro nella 4x200m sl.
Budapest 2017: oro nella 4x200m sl.
- Europei

Glasgow 2018: oro nella 4x200m sl.
Budapest 2020: oro nella 4x200m sl mista e argento nella 4x200m sl.
- Giochi del Commonwealth

Glasgow 2014: bronzo nei 200m sl.